# La Tuna (Sinaloa)
La Tuna – wieś w Meksyku w stanie Sinaloa. W 2020 roku liczyła 154 mieszkańców.

## Geografia
La Tuna jest położona na wysokości 1011 m n.p.m., w trudno dostępnej części stanu Sinaloa, niedaleko granicy ze stanem Chihuahua i Durango. Region ten jest nazywany "złotym trójkątem" (hiszp. triángulo dorado lub triángulo de oro), ze względu na produkcję, przemyt i handel narkotykami powszechne w tym regionie.

## Urodzeni w La Tunie
- Joaquín Guzmán Loera, znany jako El Chapo – meksykański przestępca, przemytnik i handlarz narkotyków, jeden z założycieli oraz przywódców kartelu z Sinaloi[4].